# Sigrid Sundby
Sigrid Milfrid Sundby (* 13. Juli 1942 in Rakkestad; † 24. Juli 1977 in Oslo) war eine norwegische Eisschnellläuferin.

## Werdegang
Sundby wurde neunmal norwegische Meisterin im Kleinen Vierkampf (1963–1970, 1973) sowie zweimal im Sprint-Mehrkampf (1972, 1973) und nahm ab der Saison 1959/60 an internationalen Wettbewerben teil. In den folgenden Jahren errang sie bei der Mehrkampfweltmeisterschaft 1965 in Oulu den 14. Platz, bei der Mehrkampfweltmeisterschaft 1966 in Trondheim den 12. Platz und bei der Mehrkampfweltmeisterschaft 1967 in Deventer den 17. Platz im Kleinen Vierkampf. In der Saison 1967/68 wurde sie bei der Mehrkampfweltmeisterschaft 1968 in Helsinki Achte im Kleinen Vierkampf und bei den Olympischen Winterspielen 1968 in Grenoble Neunte über 3000 m, jeweils Sechste über 500 m und 1000 m sowie Vierte über 1500 m. Dort errang sie im folgenden Jahr bei der Mehrkampfweltmeisterschaft den 11. Platz im Kleinen Vierkampf. In der Saison 1969/70 lief sie bei der Mehrkampfeuropameisterschaft 1970 in Heerenveen auf den fünften Platz im Kleinen Vierkampf und bei der Sprintweltmeisterschaft 1970 in West Allis auf den vierten Rang im Sprint-Mehrkampf. Ihren größten Erfolg hatte sie dort bei der folgenden Mehrkampfweltmeisterschaft mit dem Gewinn der Bronzemedaille im Kleinen Vierkampf. Im Jahr 1971 kam sie bei der Sprintweltmeisterschaft in Inzell auf den fünften Platz im Sprint-Mehrkampf und bei der Mehrkampfeuropameisterschaft in Leningrad auf den 11. Rang im Kleinen Vierkampf. In der Saison 1971/72 lief sie bei der Sprintweltmeisterschaft 1972 in Eskilstuna erneut auf den fünften Platz im Sprint-Mehrkampf, bei der Mehrkampfweltmeisterschaft 1972 in Heerenveen auf den 12. Rang und bei der Mehrkampfeuropameisterschaft 1972 in Inzell auf den 14. Platz im Kleinen Vierkampf. Beim Saisonhöhepunkt, den Olympischen Winterspielen 1972 in Sapporo, belegte sie den 11. Platz über 500 m, den zehnten Rang über 3000 m, den neunten Platz über 1000 m und den achten Platz über 1500 m.
In der Saison 1972/73 wurde Sundby bei der Sprintweltmeisterschaft 1973 in Oslo Neunte im Sprint-Mehrkampf und bei der Mehrkampfeuropameisterschaft 1973 in Brandbu Sechste im Kleinen Vierkampf. In den folgenden Jahren kam sie bei der Sprintweltmeisterschaft 1974 in Innsbruck auf den 16. Platz im Sprint-Mehrkampf, bei der Mehrkampfeuropameisterschaft 1974 in Almaty auf den 12. Rang, bei der Mehrkampfweltmeisterschaft 1974 in Heerenveen auf den 21. Platz im Kleinen Vierkampf, bei der Mehrkampfweltmeisterschaft 1975 in Assen auf den 15. Platz im Kleinen Vierkampf und bei der Sprintweltmeisterschaft 1975 in Göteborg auf den 15. Platz im Sprint-Mehrkampf. Letztmals international startete sie bei den Olympischen Winterspielen 1976 in Innsbruck, wobei sie den 18. Platz über 1000 m, den 16. Platz über 500 m und den 11. Platz über 1500 m errang. Ein Jahr später starb sie im Alter von 35 Jahren in Oslo an Krebs.

## Erfolge

### Olympische Spiele
- 1968 Grenoble: 4. Platz 1500 m, 6. Platz 500 m, 6. Platz 1000 m, 9. Platz 3000 m
- 1972 Sapporo: 8. Platz 1500 m, 9. Platz 1000 m, 10. Platz 3000 m, 11. Platz 500 m
- 1976 Innsbruck: 11. Platz 1500 m, 16. Platz 500 m, 18. Platz 1000 m

### Mehrkampf-Weltmeisterschaften
- 1965 Oulu: 14. Platz Kleiner Vierkampf
- 1966 Trondheim: 12. Platz Kleiner Vierkampf
- 1967 Deventer: 17. Platz Kleiner Vierkampf
- 1968 Helsinki: 8. Platz Kleiner Vierkampf
- 1969 Grenoble: 11. Platz Kleiner Vierkampf
- 1970 West Allis: 3. Platz Kleiner Vierkampf
- 1972 Heerenveen: 12. Platz Kleiner Vierkampf
- 1974 Heerenveen: 21. Platz Kleiner Vierkampf
- 1975 Assen: 15. Platz Kleiner Vierkampf

### Sprint-Weltmeisterschaften
- 1970 West Allis: 4. Platz Sprint-Mehrkampf
- 1971 Inzell: 5. Platz Sprint-Mehrkampf
- 1972 Eskilstuna: 5. Platz Sprint-Mehrkampf
- 1973 Oslo: 9. Platz Sprint-Mehrkampf
- 1974 Innsbruck: 16. Platz Sprint-Mehrkampf
- 1975 Göteborg: 15. Platz Sprint-Mehrkampf

### Mehrkampf-Europameisterschaften
- 1970 Heerenveen: 5. Platz Kleiner Vierkampf
- 1971 Leningrad: 11. Platz Kleiner Vierkampf
- 1972 Inzell: 14. Platz Kleiner Vierkampf
- 1973 Brandbu: 6. Platz Kleiner Vierkampf
- 1974 Almaty: 12. Platz Kleiner Vierkampf

## Persönliche Bestzeiten
| Disziplin | Zeit        | Datum            | Ort    |
| --------- | ----------- | ---------------- | ------ |
| 500 m     | 43,80 s     | 13. Januar 1973  | Davos  |
| 1000 m    | 1:30,14 min | 27. Februar 1975 | Inzell |
| 1500 m    | 2:19,00 min | 1. Februar 1976  | Inzell |
| 3000 m    | 4:58,40 min | 13. Januar 1976  | Hamar  |